# Army of the Ohio
Army of the Ohio var navnet på to Unionshære under den amerikanske borgerkrig. Den første hær blev omdøbt til Army of the Cumberland. Den anden hær blev etableret i 1863.

## Historie
General Orders No. 97 udpegede generalmajor Don Carlos Buell til at lede militærområdet Ohio. Alle styrker i området blev derefter organiseret i Army of the Ohio med Buell som øverstbefalende. I starten af 1862 udkæmpede hæren sit første slag i Slaget ved Mill Springs, selv om kun dens 1. division under ledelse af brigadegeneral George H. Thomas var involveret. Hele hæren marcherede af sted for at forstærke generalmajor Ulysses S. Grant på andendagen af Slaget ved Shiloh. Buell blev erstattet som øverstkommanderende af brigadegeneral Horatio G. Wright i august, men på grund af Wrights lavere rang beordrede generalmajor Henry W. Halleck Thomas til at erstatte Wright som øverstbefalende. Imidlertid forudså Thomas, at et større slag var under opsejling og følte, at det var uklogt at skifte chefen ud på et sådant tidspunkt, så Buell fortsatte som chef, og Thomas blev næstkommanderende. Slaget, som Thomas forudså, indtraf i oktober 1862, da hæren slog general Braxton Braggs invasion af Kentucky tilbage i Slaget ved Perryville. Buell kom under kritik for ikke at have fulgt op på sin sejr og blev erstattet af generalmajor William S. Rosecrans. Rosecrans blev også udpeget til at lede militærområdet Cumberland og omdøbte efterfølgende hæren til Army of the Cumberland.
Den 25. marts 1863 overtog generalmajor Ambrose Burnside kommandoen over militærområdet Ohio. Burnside samlede alle områdets styrker og skabte XXIII Korps, som også blev Kaldt Army of the Ohio, med sig selv som øverstkommanderende. Han blev en af de få officerer, som fik direkte kommando over to helt forskellige hære (han havde tidligere haft kommandoen over Army of the Potomac). Den nye Army of the Ohio afviste først Morgan's Raid mod Ohio, selv om hele hæren sjældent fungerede som en enhed i denne kampagne. Dernæst rykkede Burnside til Knoxville, Tennessee. Her blev IX Korps føje til og hæren voksede til to korps foruden en kavaleridivision. Burnside besejrede de konfødererede i Slaget ved Fort Sanders i Knoxville kampagnen. Efter slaget bad han om at blive afløst som øverstbefalende på grund af sygdom. Generalmajor John G. Foster efterfulgte Burnside som chef over både hær og militærområde den 9. december. 
Fosters havde kun kommandoen i en kort periode. Den 9. februar 1864 overtog generalmajor John M. Schofield kommandoen over militærområdet Ohio og dernæst Army of the Ohio og XXIII Korps i april. På det tidspunkt var XXIII Korps og Army of the Ohio det samme. Schofield førte hæren under Atlanta kampagnen og forfulgte den konfødererede generalløjtnant John Bell Hood ind i Tennessee efter Slaget ved Atlanta. I slaget ved Franklin påførte Schofield Hood et alvorligt nederlag, inden han slog sig sammen med generalmajor George H. Thomas og Army of the Cumberland inden Slaget ved Nashville. Den 9. februar 1865 blev Schofield overført til at lede militærområdet North Carolina. Da Schofield tog af sted, overtog generalmajor Jacob D. Cox midlertidigt kommandoen over hæren. 
XXIII Korps blev sendt til North Carolina, og kun Cox's division var tilbage i Slaget ved Wilmington. Det var først i marts 1865, at resten af XXIII Korps nåede frem til New Bern, North Carolina. Efter at hele XXIII Korps var nået frem, slog Schofield det sammen med X Korps under generalmajor Alfred Terry og skabte Army of the Ohio. Hæren var den centrale fløj af generalmajor William Tecumseh Sherman's hær og deltog i den sidste del af Carolina kampagnen. Efter krigens slutning blev tropperne afmønstret. En del gensynsarrangementer blev arrangeret efter krigen af dele af den gamle Army of the Ohio.

## Chefer
- Generalmajor Don Carlos Buell (5. november 1861 – 24. oktober 1862) også leder af militærområdet indtil 11. marts
- Generalmajor William S. Rosecrans (24. oktober – 30. oktober 30, 1862) blev til Army of the Cumberland
- Generalmajor Ambrose Burnside (25. marts – 9. december 1863) også leder af militærområdet
- Generalmajor John G. Foster (9. december 1863 – 9. februar 1864) også leder af militærområdet
- Generalmajor John M. Schofield (9. february – 14. september 1864) også leder af militærområdet
- Generalmajor Jacob D. Cox (14. september – 22. oktober 1864)
- Generalmajor John M. Schofield (22. oktober 1864 – 2. februar 1865)
- Generalmajor Jacob D. Cox (2. februar – 9. februar 1865)
- Generalmajor John M. Schofield (9. februar – 31. marts 1865) også leder af militærområdet North Carolina

## Større slag og kampagner
- Slaget ved Shiloh (Buell)
- Slaget ved Perryville (Buell)
- Morgan's Raid (Burnside)
- Knoxville kampagnen (Burnside), (Foster)
- Atlanta kampagnen (Schofield)
- Slaget ved Franklin (Schofield)
- Slaget ved Nashville (Schofield)
- Carolina kampagnen (Schofield)